# ولاية منح
ولاية منح هي إحدى ولايات محافظة الداخلية في سلطنة عمان، تبعد عن العاصمة مسقط 160كم تقريبا. بلغ عدد سكانها وفقا لإحصاء سنة 2010 ما يقارب 7749 نسمة. يحدها من الجنوب ولاية أدم، ومن الشرق والشمال ولاية إزكي، ومن الغرب ولاية نزوى.
تضم الولاية عددا من القلاع الأثرية أهمها قلعة "الفيقين" وقلعة "البلاد" وقلعة أخرى في بلدة "معمد"، باللإضافة إلى العديد من المعالم الأثرية كالحصن القديم في بلدة المعدي والجامع القديم الذي يعود تاريخ بناءه إلى زمن الإمام عمر بن الخطاب الخروصي، ومسجد الشراة، وكلها تم ترميمها في عهد السلطان قابوس بن سعيد.
تتعدد المعالم السياحية في ولاية "منح"، حيث يوجد كهف متسع في حارة البلاد القديمة التي يحيط بها السور القديم، وهناك سردابا في أحد البيوت القديمة ببلدة "الفيقين"، وآثارا قديمة في جبل "بو صروج" وعلى مقربة منها إلى جهة الجنوب صخرة كتب عليها من إبراهيم "خليل الله" ما نصه: "التقينا في هذا المكان سبعون فارسا لا هم من منح ولا هم من نزوى"، وفي مسجد "عز القديم" توجد صخرة بها "أثر لقدم إنسان" ولذلك قصة، حيث يقال بأن "أحدهم أخذها من مكانها على راحلته حتى انتهى إلى مكان في الجنوب، إذ نزل ليستريح وكان ذلك في الليل وحين أصبح لم يجد الصخرة، وعندما بحث عنها وجدها في مكانها الذي أخذها منه"، ويقدرون وزن تلك الصخرة بخمسين رطلا، ولا تزال موجودة في موقعها حتى الآن. وفي ولاية "منح" أيضا عينان للمياه (عين البلاد وعين المائية) ويقدر عدد الأفلاج بأكثر من 13 فلجا.

## التاريخ
يُعتقد أن ولاية منح هي المكان الأول الذي استراح فيه مالك بن فهيم الازدي قبل دخول العرب عمان عندما انهار سد مأرب في اليمن الحالي. لا يزال فلج في منح يحمل اسمه. في المدينة القديمة، هناك العديد من الكهوف التي قيل أنها كانت أماكن إخفاء خلال الحرب للنساء والأطفال. هناك أيضًا قبو تحت الأرض يقع في إحدى البيوت القديمة في الفقين.
تحيط الأسطورة بمسجد آز القديم الواقع داخل المدينة: يقال إن زائرًا للمسجد قد نقل صخرة تزن 100 كيلوغرام معه أثناء رحلته إلى الجنوب. وفي اليوم التالي، لاحظ الرجل عندما استيقظ أن الصخرة قد اختفت، لتُعثر عليها مرة أخرى في المسجد. لا تزال الصخرة موجودة في المسجد ولها بصمة قدم رجل عليها. يقع معسكر السلطان قابوس الملكي لتفقد منطقة الداخلية في سيح البركات في منح، وكذلك قصر حصن الشموخ.

## كلية السطان قابوس
منح هي المكان الذي يقع فيه كلية السلطان قابوس لتعليم اللغة العربية لغير الناطقين بها. تسعى الكلية لأن تصبح قائدة إقليمية ودولية في تعليم اللغة العربية الفصحى، من خلال برامجها عالية الجودة التي تعتمد على أحدث التقنيات في تعليم اللغات الأجنبية والمساهمة في بناء جسور الاتصال والثقافة مع الدول الناطقة بغير العربية.
تهدف مهمة كلية السلطان قابوس لتعليم اللغة العربية لغير الناطقين بها إلى المساهمة في إنتاج خريجين ذوي كفاءة لغوية وثقافية عالية في اللغة العربية الفصحى الحديثة. تسعى الكلية لتمكين الطلاب من التواصل والتفاعل بفعالية في أي مجتمع عربي والسماح لهم بمتابعة الدراسات العليا في المؤسسات التعليمية التي تستخدم اللغة العربية كوسيلة للتعليم.

## قلعة الفيقين
قلعة الفيقين" بولاية منح بمحافظة الداخلية واحدة من المعالم التاريخية البارزة بالولاية التي عكست عمق الهندسة المعمارية العمانية التقليدية في مجال بناء الاستحكامات الدفاعية لتقف القلعة بأبراجها الشامخة وسط قرية الفيقين.
تحيط بالقلعة بيوت الحارة القديمة وواحات من النخيل على كافة جوانبها لتلقي بظلالها على المكان حيث ظلت هذه القلعة محافظة على تشكيلاتها وتفاصيل بنائها لأكثر من 400 عام حتى تم ترميمها بالكامل من قبل وزارة التراث والثقافة، وافتتحت رسميًا للزائرين في عام التراث يوم الرابع والعشرين من يونيو 1994 م.
يقول خلفان بن سالم البوسعيدي الباحث في التاريخ العماني: إن النقوش والكتابات التي عثر عليها في باب القلعة العلوي تشير إلى تاريخ بنائها الذي يعود إلى العام 1027 هجرية الموافق 1617 ميلادية، حيث شارك في بنائها مجموعة من المهندسين الماهرين وأصحاب الخبرة من أبناء ولاية منح، كما كان لبعض الأئمة آنذاك دور في حماية قلعة الفيقين وفق ما وجد في بعض المخطوطات التي تعود للعام الهجري ١٣٣٣ ومنها مخطوطة للإمام سالم بن راشد الخروصي.
ويضيف لوكالة الأنباء العمانية: إن قلعة الفيقين عرفت بمناعتها واستحكاماتها الدفاعية وقوة إنشائها وفنها المعماري العريق، وقد ظل بابها مجهولا للجميع ولا يمكن الدخول إليها إلا بواسطة حبل يتدلى من فتحة في الطابق الثاني وكان يصعب على الزائرين الصعود إليها حتى خصص لها باب رئيسي للدخول من الجهة الجنوبية أثناء عملية الترميم.
وتكمن براعة الهندسة العمانية في تقسيمات قلعة الفيقين ذات الأدوار الأربعة إلى جزأين شمالي وجنوبي ، حيث خصص الجزء الشمالي منها للدفاع العسكري عن القلعة وما يحيط بها من بيوت الحارة القديمة بينما خصص الجزء الجنوبي للسكن والمعيشة ،فالداخل إلى القلعة من الباب الرئيسي من جهة الجنوب يشاهد على يساره مباشرة البئر التي تقع في الدور الأرضي ويصل عمقها إلى حوالي سبعة أمتار و تم إيصالها بالطوابق العليا من الجزء السكني من خلال فتحات تسمح بتدلي الحبل من الدور العلوي حتى البئر لاستخراج المياه بسهولة ويسر للاستخدامات المختلفة كالشرب والوضوء والاستحمام وغيرها من الاستعمالات ، كما يتميز الجزء الجنوبي بوجود عدد من المخازن ( النضد ) لتخزين التمور والحبوب والمواد الغذائية الأخرى إلى جانب الغرف والمساقط التي كانت تستخدم آنذاك للدفاع عن القلعة في أوقات الحروب لصب الزيت أو العسل المغلي على المهاجمين للقلعة ، ويحتوي الدور الرابع على المكتبة المليئة بالرفوف التي كانت تستخدم لوضع الكتب الدينية والعلمية والمخطوطات والوثائق وغيرها من المحفوظات الأخرى .
وأشار الباحث التاريخي إلى أن القسم الشمالي الدفاعي من القلعة يمكن الصعود إليه من خلال سلم متعرج يؤدي إلى الطوابق الأخرى من القلعة حيث يقع في الدور الثالث من الجهة اليمنى السجن المسمى " المطمرة " ، إلى جانب المساقط والفتحات والفوهات المتناثرة في الأدوار العلوية والمطلة على محيط القلعة التي تستخدم لإطلاق المدافع للدفاع عن القلعة والبلدة ، كما يبرز في القلعة البرجان اللذان يستخدمان في المراقبة في أوقات السلم والحرب ، وتسهيلا للزائرين للقلعة فقد تمت إضافة باب في الدور العلوي من القلعة يصل بين الجزأين الشمالي والجنوبي نزولا نحو الطوابق السفلية.
وفي عام 1991 م قامت وزارة التراث والثقافة بترميم القلعة بالكامل كونها جزءاً من التاريخ العماني فتم تأهيل الأجزاء المتضررة والمتأثرة نتيجة لعوامل الطقس مع مرور الزمن ، وتم افتتاحها للزائرين في عام 1994م ، وفي عام 2008 م تمت صيانة القلعة من جديد من خلال ترميم الأبراج والممرات والأقواس ووضع الحجارة السطحية في أرضية الدور الأول من القلعة إلى جانب فتح باب جديد يربط بين الجزء الشمالي والجزء الجنوبي في الدور قبل الأخير و تسهيلا لمهمة الزائرين أثناء الزيارة إلى جانب وضع حزام جانبي يحيط بالقلعة من جميع الاتجاهات لما يضيفه هذا الحزام للقلعة من طابع جمالي ،كما تمت إعادة صيانة جميع الطوابق من الخارج باستخدام "الجص"  .
وتستقبل القلعة الزائرين والسائحين من داخل السلطنة وخارجها للاطلاع على هذا المكنون التاريخي وما يحتويه من تفاصيل وأسرار دقيقة في فنون العمارة العسكرية التقليدية.